# Giulia Molinaro
Giulia Molinaro (Camposampiero, 23 de julho de 1990) é uma jogadora profissional italiana de golfe que atualmente joga nos torneios do Circuito da LPGA.
Tornou-se profissional em 2012 e representou Itália na competição feminina de golfe nos Jogos Olímpicos de Verão de 2016, realizados no Rio de Janeiro, Brasil. Molinaro terminou sua participação em vigésimo segundo lugar no jogo por tacadas individual.